# Condado de Fuente Roja
El Condado de Fuente Roja es un título nobiliario español creado por real decreto el 4 de noviembre de 1722 por Felipe V en favor de Pedro Andrés de la Fuente y Rojas, funcionario y militar establecido en Lima.

## Historia de los condes de Fuente Roja
- I conde: Pedro Andrés de la Fuente Rojas y Sánchez Cortés (San Vicente de Mancera, Pisco, 1679-Lima, 1734), contador mayor del Tribunal de Cuentas de Lima, gobernador de Huancavelica, capitán de caballos del virrey-arzobispo y alcalde de Lima.

1. Casó en 1720 con María Teresa de Villalta y Núñez, hija del general José de Villalta Aguilera y Giner. Le sucedió su hijo:

- II conde: Juan José de la Fuente Rojas y Villalta (Lima,¿?-Cartagena de Indias, ¿?), oidor de la Audiencia de Chile (1750)

1. Sin descendencia. Le sucedió su primo hermano:

- III conde: Fernando José de la Fuente e Híjar, VII marqués del Dragón de San Miguel de Híjar, III conde de Villanueva del Soto (San Vicente de Mancera, Pisco, 1712-Lima 1777), coronel de dragones del regimiento de Pisco y alcalde de Lima (1745).

1. Casó con Grimanesa Bejarano y Bravo de Laguna, hija de los condes de Villaseñor.
2. Casó nuevamente con Isabel Carrillo de Albornoz y Bravo de Laguna, hija de los condes de Montemar. Sus descendientes directos heredaron los marquesados de San Miguel y Valdelirios y los condados de Villanueva del Soto, Sierrabella y De la Vega del Ren.

### Rehabilitación
En 1983, el título fue rehabilitado por Juan Carlos I en favor de:
- IV conde: Eusebio Lafuente Hernández (Mahón, 1920-Madrid, 2002)

1. Casó con Helena González Taillefer. Le sucedió su hija:

-V condesa: María del Pilar LaFuente González (título revocado en 2008)
- V condesa: Helena Lafuente González

- Datos: Q30900066